# Josette Simon
Josette Patricia Simon, née le 15 novembre 1960 à Leicester, est une actrice britannique. Elle se forme à la Central School of Speech and Drama de Londres et joue le rôle de Dayna Mellanby dans les troisième et quatrième saisons de la série télévisée de science-fiction Blake's 7 de 1980 à 1981. Sur scène, elle apparaît dans des productions de la Royal Shakespeare Company (RSC) de 1982, jouant Ariel dans La Tempête, jusqu'en 2018, lorsqu'elle est Cléopâtre dans Antoine et Cléopâtre. Première femme noire dans une pièce de la RSC lorsqu'elle joue en 1982, Simon est à l'avant-garde du colorblind casting, jouant des rôles traditionnellement interprétés par des acteurs blancs, dont Maggie, un personnage que l'on pense basé sur Marilyn Monroe, dans Après la chute d'Arthur Miller au Théâtre National en 1990.
Le premier rôle principal de Simon à la RSC, le premier rôle principal joué par une femme noire pour la société, est celui de Rosaline, dans Peines d'amour perdues, réalisé par Barry Kyle (en), en 1984. En 1987, elle apparaît à nouveau pour la RSC, dans le rôle principal d'Isabelle dans Mesure pour mesure. Des rôles principaux ultérieurs pour la RSC la voit incarner Titania/Hippolyta dans Le Songe d'une nuit d'été (1999-2000) et Cléopâtre dans Antoine et Cléopâtre (2017-2018). Elle interprète de nombreux autres rôles sur scène, à la télévision, au cinéma et à la radio. Elle apparaît aux côtés de Brenda Fricker dans la série télévisée en deux parties Seekers (en) (1993), écrite par Lynda La Plante. Simon interprète des officiers supérieurs de la police dans Affaires non classées (1998), Minder (en) (2009) et Broadchurch (2017) ; et dépeint une avocate de la défense dans Anatomie d'un scandale (2022).
Simon remporte le prix de la meilleure actrice de l'Evening Standard, un Critics' Circle Theatre Award, un Plays and Players Critic Awards pour Après la chute, ainsi que deux prix de festivals de cinéma pour son rôle dans Milk and Honey (en) (1988). Elle est nommée Officière de l'Ordre de l'Empire britannique en 2000, pour services rendus au théâtre.

## Jeunesse
Josette Patricia Simon est née en 1960 à Leicester,,. Sa mère, originaire d'Anguilla, et son père, originaire d'Antigua, ont tous deux déménagé au Royaume-Uni dans les années 1950 et travaillé chez Thorn EMI (en),,. Simon fréquente l'école primaire de Mellor Street, puis l'école de filles de l'échevin Newton. Elle s'intéresse au métier d'actrice après avoir auditionné avec succès, à l'âge de 14 ans, avec un ami pour la chorale de Joseph and the Amazing Technicolor Dreamcoat. Simon apparaît plus tard dans des pantomimes avant de terminer l'école secondaire,, et joue le rôle de Martha dans une production de 1976 de Miracle en Alabama dirigée par Michael Bogdanov (en) au Leicester Haymarket Theatre (en). Alan Rickman, qui était dans la production de Joseph and the Amazing Technicolor Dreamcoat, encourage Simon à postuler à la Central School of Speech and Drama de Londres où elle est finalement acceptée,.

## Carrière

### Blake's 7
Simon est choisie pour le rôle de Dayna Mellanby dans la série télévisée de science-fiction Blake's 7 de la BBC 1 après avoir été repéré alors qu'elle est encore étudiante à la Central School of Speech and Drama,. Elle joue Mellanby dans les troisième et quatrième séries, initialement diffusées entre janvier 1980 et décembre 1981,. Le personnage est une combattante experte et très compétente en armes. Andrew Muir, auteur d'un livre sur la série, estime que Simon apporte « de l'énergie, de la vitalité, de l'innocence, du danger et une réelle présence physique » au personnage. Un autre auteur qui a écrit sur la série, Tom Powers, estime que Mellanby et les autres héros féminins sont souvent éclipsés par les protagonistes masculins et qu'au cours de la série, Mellanby, qui n'a pas réalisé son ambition de venger la mort de son père en en tuant Servalan, « perd son titre de figure héroïque de la loi du talion ». Elle figure également dans deux autres programmes en 1980 : la sitcom The Cuckoo Waltz (en) et le drame pour adolescents The Squad (en),,.

### Royal Shakespeare Company et Royal National Theatre
Simon se produit fréquemment avec la Royal Shakespeare Company (RSC) et le Royal National Theatre. Après avoir participé à une lecture de Salvation Now de Snoo Wilson (en) en 1982,, elle est choisie pour incarner l'une des trois  « sœurs étranges » de Macbeth aux côtés de Kathy Behean et Lesley Sharp plus tard cette année-là,. Elle est la première femme noire à apparaître dans une pièce de Shakespeare au RSC. Au cours de la même saison RSC, elle joue des rôles dans Beaucoup de bruit pour rien, en tant qu'esprit dans La Tempête et en tant qu'Iras dans Antoine et Cléopâtre. En 1997, Simon déclare à l'universitaire Alison Oddey que travailler avec Michael Gambon et, en particulier, Helen Mirren sur Antoine et Cléopâtre avait eu une influence précoce sur sa carrière. Elle fait partie de la RSC pendant deux cycles de saison consécutifs de deux ans. Dans le deuxième cycle, ses rôles incluent Nerissa dans Le Marchand de Venise et Dorcas Ableman dans Golden Girls (en), qui devient un rôle décisif pour elle,. Le critique du Financial Times, Michael Coveney, écrit à propos de ce dernier rôle : « L'immense pouvoir et la beauté de cette actrice reçoivent enfin une opportunité appropriée de la part de la RSC. ». Ros Asquith (en) de The Observer estime que la performance de Simon est parmi les plus excitantes à Londres et le critique du Daily Telegraph Eric Shorter loue les efforts du casting mais estime que la pièce souffre d'un rythme trop lent. Le rôle central d'un coureur noir s'inspire de la propre expérience de Simon en tant qu'athlète ; l'autrice de la pièce, Louise Page (en), raconte plus tard que la pièce a été réécrite à partir d'une pièce d'ensemble, car « le dynamisme que Josette a apporté au rôle signifiait que c'était son voyage à travers la pièce auquel le public s'identifiait. »
Simon est à l'avant-garde du colorblind casting, jouant des rôles traditionnellement interprétés par des actrices blanches,,. Du milieu des années 1980 à la fin des années 1990, époque où il est inhabituel pour des femmes noires de jouer le rôle principal dans les pièces de Shakespeare, Simon joue plusieurs rôles majeurs pour la RSC. Son premier rôle principal, et le premier pour une femme noire au RSC, est celui de Rosaline, dans Peines d'amour perdues, réalisé par Barry Kyle (en), en 1984. Jami Rogers, dans son livre British Black and Asian Shakespeareans (2022), commente que dans la production de Kyle, où les femmes sont vêtues de robes en soie de style Belle Époque, les vêtements de Rosaline « la marquent immédiatement comme une femme de haut statut [...] Pour la première fois sur une scène britannique majeure, une femme afro-antillaise incarne un personnage shakespearien intelligent, plein d'esprit et fort. ». Rogers décrit les critiques de la production comme « élogieuses ». Elle note que certains critiques et universitaires « ont traité le casting de Josette Simon … comme une nouveauté », critiquant la description du casting intégré comme une « expérience » comme « profondément problématique car elle laisse entendre que la pratique est une aberration plutôt que ce qu'elle était [en 1990], une pratique courante ».
Simon déclare à Oddey que même si elle est consciente des discussions sur la question de savoir si le public accepterait une femme noire dans le rôle de Rosaline, « je pensais aussi que vous devriez être autorisé à échouer, car si vous ne prenez pas de risques, vous ne pouvez pas atteindre des plans plus élevés » et que elle s'est concentrée sur sa performance plutôt que sur les débats autour de son casting, affirmant que « si j'avais réfléchi à ces choses à l'avance, je n'aurais pas mis les pieds sur scène ». Elle déclare à Veronica Groocock, auteur de Women Mean Business (1988), que le sexisme a été autant un problème que le racisme au cours de sa carrière, même si le problème s'est atténué à mesure qu'elle accédait à des rôles plus importants. Neuf ans plus tard, elle exprime son mécontentement face au manque de bons rôles pour les femmes, qu'elle attribue à l'industrie dominée par les hommes et se plaint : « Je pense que nous avons vu de plus en plus banaliser les actrices, les obligeant à avoir l'air magnifique et ils enlèveront leur haut à un moment donné. »
En 1987, Simon apparaît à nouveau pour la RSC, dans le rôle principal d'Isabelle dans Mesure pour mesure, réalisé par Nicholas Hynter, ; sa performance reçoit des éloges des critiques, tandis que d'autres commentateurs estiment qu'elle est « sous-alimentée et manquant d'intensité émotionnelle ». Irving Wardle (en) écrit dans The Times que l'intrigue et le casting exigent qu'« la Isabella de Simon soit la seule figure noblement non corrompue sur scène. [...] et Miss Simon, icône polie d'une pureté passionnée, l'accomplit à la lettre [...] La pénalité est qu'elle apparaît comme moins intéressante humainement que les hypocrites et sensualistes environnants. ». Le critique du The Sunday Telegraph, Francis King (en), considère sa performance comme « attrayante et dure ». Coveney du Financial Times estime que Simon « échoue […] avec toute l'étendue du rôle. Comme tant de grandes dames de cette saison, elle est techniquement sous-puissante ». La pièce est transférée au Theatre Royal de Newcastle (en) puis au Barbican en 1988. Le critique du Financial Times, Martin Hoyle, écrit à propos de la production Barbican que Simon « a transformé sa voix, à la fois le timbre et l'énonciation [....] Incisive, vocalement variée, bien que manquant légèrement de tout le poids nécessaire aux premiers paroxysmes émotionnels, elle donne la meilleure performance que j'ai vue d'elle, digne et touchante. ». Dans The Times en 1991, Benedict Nightingale est d'avis que en mettant Simon dans les rôles d'Isabella et Rosaline, et Hugh Quarshie dans d'autres pièces, le RSC a « lancé deux interprètes au potentiel énorme ».
En 2014, la responsable du casting de la RSC, Hannah Miller, explique que la politique de la RSC est de sélectionner le meilleur acteur pour le rôle, quels que soient les facteurs tels que le sexe, la race, la classe sociale et le statut de handicap. Lynette Goddard, spécialiste de l'art dramatique et du théâtre, fait valoir que malgré la politique inclusive de la RSC, les actrices noires ont encore des possibilités limitées de progresser, « ce qui rend le cas de Josette Simon d'autant plus convaincant ». Goddard commente que « plus Simon devenait connu, moins les critiques se sentaient obligés de mentionner la race ». Simon déclare à David Jays du Guardian en 2017 : « Je déteste le terme « acteur noir » […] Je suis noire, ce dont je suis fière, mais cela ne veut rien dire. Vous êtes un acteur, point final. ». Le colorblind casting s'applique également lorsque Simon interprète Maggie dans Après la chute d'Arthur Miller au National Theatre en 1990. On pense que le personnage basé sur Marilyn Monroe, l'épouse de Miller. Josette Simon remporte le prix de la meilleure actrice de l'Evening Standard, le Critics' Circle Theatre Award et le Plays and Players Critic Awards, pour ce rôle. Miller assiste aux répétitions pendant deux semaines et Simon dit à Oddey que, comme jouer Rosaline, rencontrer Miller est l'un des moments clés de sa carrière et que cette expérience l'a aidée à se concentrer sur son travail et à ignorer les distractions. Elle interprète Vittoria dans The White Devil (en) du Royal National Theatre en 1991.
Simon revient à la RSC en 1999 dans le rôle de la reine Elizabeth dans Don Carlos. Nightingale décrit sa performance comme « vive et vitale ». Ensuite, elle est Titania/Hippolyta dans Le Songe d'une nuit d'été. Le critique du Financial Times écrit que Simon récite « des lignes de Titania avec une musicalité presque jazz, danse, bouge et se tient avec une puissance irrésistible. Sa position à elle seule est plus royale que celle de plusieurs ballerines d'aujourd'hui. ». Paul Taylor de The Independent qualifie Nicolas Jones et Simon de la production d'« Oberon et Titania les plus sexy et les plus imposants de ces dernières années ».
En 2017, Simon assume le rôle de Cléopâtre dans Antoine et Cléopâtre pour la RSC. Michael Billington écrit pour The Guardian que « Simon semble née pour jouer Cléopâtre et elle nous donne une figure hypnotiquement mercurielle dont l'érotisme s'exprime à travers une agitation permanente », bien qu'il estime qu'elle emploie trop de voix dans le rôle. Faisant une critique similaire sur la gamme d'accents utilisés, Ian Shuttleworth (en) du Financial Times estime que Simon n'a pas réussi à exploiter ses atouts en tant qu'actrice et conclut que « à l'occasion de la première apparition de Simon au RSC ce siècle, elle est déchirante dans tous les aspects. de mauvaises manières. ». Ann Treneman (en) du Times estime que Simon, avec une performance parfois « assez dingue », fournit le point culminant du spectacle, malgré un « manque lamentable de chimie » entre elle et Anthony Byrne dans le rôle d'Antony. Le spécialiste de la littérature Jyotsna Singh commente que les réponses des critiques, bien que positives, contiennent « des inflexions racialisées et sexistes » et ont tendance à souligner « le rendu par Simon d'une femme histrionique et passionnée, retombant sur les stéréotypes sexuels occidentaux sur les femmes « exotiques » de couleur » sans tenir compte de la nature multiforme du personnage dont Simon elle-même parle.
Dans The Rise of the English Actress (1993), l'auteur Sandra Richards écrit que « la marque particulière d'intégrité de Simon lui a valu un certain nombre de rôles de « femmes fortes » qui créent un précédent pour les actrices britanniques issues de minorités ethniques et renforcent le besoin de l'actrice contemporaine pour des rôles qui non seulement évitent les stéréotypes mais qui remettent également en question les limites de sa propre personnalité. »

### Autres rôles
Simonprend le rôle titre dans la production de Mirandolina sur BBC Radio 3 en 1985. Elle joue le rôle principal dans la pièce Dictator Gal de David Zane Mairowitz, diffusée sur la même chaîne en 1992. Son personnage est marié à un dictateur en exil qui meurt à l'hôpital. Le personnage de Simon chante une gamme de chansons, notamment des compositions de Richard Wagner et de la Motown, pour tenter de le faire revivre,. Sa performance lui vaut une nomination au Prix Futura.
Les apparitions au cinéma de Simon incluent le rôle du Dr Ramphele dans Cry Freedom (1987),. Elle est nommée comme meilleure actrice aux Prix Génie pour Milk and Honey (en) (1988), dans lequel elle incarne Joanna, qui quitte la Jamaïque avec son enfant pour travailler comme nounou à Toronto. Rick Groen du Globe and Mail écrit que « la performance fascinante de Simon [...] porte le film » pour la première partie, mais estime qu'à partir du deuxième acte, le film tombe dans l'histrionique. Dans le San Francisco Chronicle, Judy Stone salue la performance de Simon dans le rôle de Joanna, commentant qu'« elle fait preuve d'une qualité de grâce bien trop rare dans les films d'aujourd'hui ».
La pièce télévisée de 1992, Bitter Harvest, a Simon dans le rôle principal, dans le rôle d'une femme disparue après avoir voyagé en République dominicaine en tant que travailleuse humanitaire et dont les parents s'y rendent à sa recherche. La spécialiste de la littérature anglaise Claire Tylee considère que le personnage de Simon est une « protagoniste crédible », mais le film est affecté par un décalage entre son thriller et ses intrigues familiales. Après que Simon ait déjà accepté le rôle principal sur la base d'un plan présenté par le producteur Charles Pattinson (en), le scénariste Winsome Pinnock (en) modifie le scénario pour inclure les tensions dans la famille métisse. Selon Tylee, ni le personnage de Simon ni celui de son père ne ressemblent suffisamment à des héros de thriller typiques pour « jouer avec succès sur les conventions du thriller, et les intrigues finissent par les humilier tous les deux, fétichisant le corps de la femme noire en cours de route ».
En 1993, Simon joue aux côtés de Brenda Fricker dans la série télévisée en deux parties Seekers (en), écrite par Lynda La Plante. Leurs personnages découvrent qu'elles sont toutes deux mariées au même homme, aujourd'hui disparu. Elles travaillent ensuite comme partenaires dans l'agence de détectives qu'il a fondée. Lynda Gilbey de Sunday Life écrit que la série est « un drame policier de première classe [...] magnifiquement tracé, merveilleusement interprété ». Le critique du Newcastle Journal, Norman Davison, commente que les deux acteurs principaux « investissent les rôles avec le genre de pouvoir que toutes les femmes de La Plante semblent avoir et que les hommes sont tous des mauviettes ».
Nightingale du Times écrit dans une critique négative de la pièce de Jean Genet, Les Bonnes en 1997, que Simon a fourni « la seule performance forte ». Elle joue un rôle récurrent en tant qu'avocate de la défense dans Anatomie d'un scandale en 2022. Sa performance secondaire dans Crossfire (2022) est soulignée comme l'un des rares points positifs dans une critique négative de la série par Anita Singh du Daily Telegraph. Simon joue aussi des officiers de police supérieurs dans Silent Witness (1998), Minder (2009) et Broadchurch (2017) et est choisie pour incarner la commissaire en cheffe Camberwell dans Anansi Boys. En 2019, elle apparaît dans le rôle de Grams dans le film Détective Pikachu.

## Vie privée
Simon épouse le ténor Mark Padmore ; le couple a une fille et est maintenant divorcé. Avec son chien Milo, Simon rend visite à des patients par l'intermédiaire de l'association caritative Pets As Therapy,. Elle soutient le Kaos Signing Choir for Deaf and Hearing Children (en), et plusieurs autres groupes qui aident les personnes sourdes. Elle joue du saxophone de manière récréative et pratique le yoga Ashtanga.

## Filmographie
- 2024 : The Crow de Rupert Sanders : Sophia Webster
- 2025 : Bridget Jones : Folle de lui (Bridget Jones: Mad About the Boy) de Michael Morris

## Honneurs et récompenses
En 1995, Simon reçoit une maîtrise ès arts honorifique de l'Université de Leicester,. Lors des honneurs d'anniversaire de 2000, elle est nommée Officier de l'Ordre de l'Empire britannique (OBE), pour services rendus au théâtre. Elle reçoit un prix Pioneers and Achievers en 1998, en reconnaissance d'être l'une des personnes de Leicester qui ont « ouvert la voie aux prochaines générations d'Africains-Caribéens pour réussir et exceller dans un large éventail de professions et de sphères d'influence »,.

### Citations
1. 1 2  « Birthday Honours 2000: OBEs: L-Z », BBC News,‎ 16 juin 2000 (lire en ligne [archive du 6 janvier 2008], consulté le 22 mai 2010)
2. 1 2  Jon Ford, « Four faces of Josette: comic itch could lead the way to stardom », Leicester Chronicle,‎ 6 février 1976, 10–11 (lire en ligne) :« she is only 16 »
3. ↑  Scott 2015, Search phrase "Josette Simon".
4. 1 2 3 4  Oddey 1999, p. 45–54.
5. 1 2 3 4  David Jays, « Josette Simon: 'Powerful women are reduced to being dishonourable' », The Guardian,‎ 21 mars 2017 (lire en ligne [archive du 25 janvier 2022], consulté le 17 mai 2022)
6. ↑  Robert Gore-Langton, « Do the thing that scares you witless », The Daily Telegraph,‎ 25 juillet 1994, p. 17 (lire en ligne)
7. 1 2 3  Hester Lacey, « A Q&A with actor Josette Simon », Financial Times,‎ 3 mars 2017 (lire en ligne [archive du 11 octobre 2017], consulté le 19 avril 2023)
8. 1 2 3 4  (en) Cheslyn Baker, « An Interview with Netflix star Josette Simon OBE » [archive du 20 juin 2021], Pukaar Magazine, 29 mai 2020 (consulté le 17 mai 2022)
9. ↑  (en) « High profile alumni » [archive du 6 mai 2022], Central School of Speech and Drama (consulté le 17 mai 2022)
10. 1 2 3 4  « The Royal Shakespeare Company actress and star of TV's Blake's 7 looks back on her career and her childhood in Leicester », Leicester Mercury,‎ 9 avril 2013 (lire en ligne [archive du 16 août 2015], consulté le 28 avril 2016)
11. ↑  (en-GB) Ralph Scott, « The stars of Blakes 7 », Starburst, no 18,‎ 1979, p. 14–19.
12. ↑  Linton Mitchell, « New faces join Blake's Seven », Reading Evening Post,‎ 7 janvier 1980, p. 2 (lire en ligne)
13. ↑  McCormack 2006, p. 174–191.
14. ↑  Muir 1999, p. 101.
15. ↑  Muir 1999, p. 104.
16. 1 2  Powers 2016, p. 145.
17. ↑  « Cuckoos in the nest », Daily Mirror,‎ 10 juillet 1980, p. 2
18. ↑  (en-GB) « Decoy (1980) » [archive du 17 mai 2022], British Film Institute (consulté le 17 mai 2022)
19. ↑  « Television: Grampian », Aberdeen Evening Express,‎ 12 novembre 1980, p. 2
20. ↑  Rogers 2022, chapter "Rosaline, RSC, 1984", search phrase "new play by Snoo Wilson".
21. ↑  (en-GB) « Performances: Josette Simon » [archive du 17 mai 2022], Shakespeare Birthplace Trust (consulté le 17 mai 2022)
22. ↑  (en-GB) « RSC Performances: Macbeth » [archive du 24 mai 2022], Shakespeare Birthplace Trust (consulté le 24 mai 2022)
23. ↑  Rogers 2022, chapter "Isabella, RSC, 1987", search phrase "first woman of colour to appear in an RSC Shakespeare".
24. ↑  Rogers 2022, chapter "Rosaline, RSC, 1984", search phrase "two servants, a witch and a spirit".
25. ↑  Rogers 2022, chapter "Rosaline, RSC, 1984", search phrase "Dorcas Ableman".
26. 1 2 3  Richards 1993, p. 247.
27. ↑  Michael Coveney, « The Arts: Golden Girls/The Other Place », Financial Times,‎ 21 juin 1984, p. 23
28. ↑  Ros Asquith, « Short back and throat », The Observer,‎ 12 mai 1985, p. 17 (lire en ligne)
29. ↑  Eric Shorter, « Athletics at a jog », The Daily Telegraph,‎ 22 juin 1984, p. 13 (lire en ligne [archive du 19 avril 2023], consulté le 19 avril 2023)
30. ↑  Louise Jury, « Colour-blind casting finds new stars for Billy Elliott », The Independent, London,‎ 24 février 2006 (lire en ligne [archive du 21 août 2019], consulté le 30 mars 2017)
31. ↑  Hugh Quarshie, « Black kings are old hat », The Guardian, London, UK,‎ 25 février 2002 (lire en ligne [archive du 16 décembre 2019], consulté le 22 mai 2010)
32. 1 2  Goddard 2007, p. 226.
33. ↑  Rogers 2022, chapter "Rosaline, RSC, 1984", search phrase "Barry Kyle's casting of her".
34. ↑  Rogers 2022, chapter "Rosaline, RSC, 1984", search phrase "immediately marked her as a woman of high status".
35. ↑  Rogers 2022, chapter "Rosaline, RSC, 1984", search phrase "glowing reviews".
36. ↑  Rogers 2022, chapter "Rosaline, RSC, 1984", search phrases "as a novelty" and "deeply problematic".
37. ↑  Oddey 1999, p. 53.
38. ↑  Groocock 1988, p. 61–62.
39. ↑  Oddey 1999, p. 75.
40. ↑  Rogers 2022, chapter "Isabella, RSC, 1987", search phrase "Simon returned to the RSC for Nicholas Hynter's production".
41. ↑  Goddard 2017, p. 80–95.
42. ↑  Ann McFerran, « Marilyn upstaged », Telegraph Weekend Magazine,‎ 16 juin 1990, p. 19 (lire en ligne [archive du 19 avril 2023], consulté le 19 avril 2023)
43. ↑  Rokison-Woodall 2017, p. 46–47.
44. ↑  Irving Wardle, « Fallibility by designs – Review of 'Measure for Measure' in Stratford », The Times,‎ 12 novembre 1987, p. 20
45. ↑  Francis King, « Lovel's labours lost », The Sunday Telegraph,‎ 15 novembre 1987, p. 17 (lire en ligne [archive du 19 avril 2023], consulté le 19 avril 2023)
46. ↑  Michael Coveney, « Arts: Review of 'Measure For Measure' at Stratford », Financial Times,‎ 13 novembre 1987, p. 21
47. ↑  O'Connor et Goodland 2007, p. 781.
48. ↑  Martin Hoyle, « Review of 'Measure For Measure' at the Barbican », Financial Times,‎ 11 octobre 1988, p. 25
49. ↑  Benedict Nightingale, « Casting couched in a colour code – Black actors », The Times,‎ 18 mai 1991, S14
50. ↑  Goddard 2017, p. 81.
51. ↑  Goddard 2007, p. 227.
52. ↑  « 'I want to play' – Mellor », The Stage,‎ 15 novembre 1990, p. 2
53. ↑  « Snaps », The Stage,‎ 31 janvier 1991, p. 2
54. ↑  « Snaps », The Stage,‎ 7 février 1991, p. 2
55. ↑  (en-GB) « Record. Title: The White Devil » [archive du 24 mai 2022], National Theatre Archive (consulté le 22 mai 2022)
56. ↑  Benedict Nightingale, « Noble obliges at the RSC – Arts », The Times,‎ 21 janvier 2000, p. 43
57. ↑  « Take thee to a Midsummer Night's Dream », Financial Times,‎ 20 mars 1999, p. 16
58. ↑  Paul Taylor, « Theatre: Laugh if you believe in fairies – A Midsummer Night's Dream RSC Stratford », The Independent,‎ 29 mars 1999
59. ↑  Michael Billington, « Julius Caesar/Antony and Cleopatra review – Rome truths from the RSC », The Guardian,‎ 24 mars 2017 (lire en ligne [archive du 25 février 2021], consulté le 22 juin 2022)
60. ↑  Ian Shuttleworth, « Julius Caesar/Antony & Cleopatra, Royal Shakespeare Theatre, Stratford-upon-Avon – demonstrative – Strengths and weaknesses in the RSC's productions of two Roman plays », Financial Times,‎ 26 mars 2017 (lire en ligne [archive du 20 juin 2021], consulté le 22 juin 2022)
61. ↑  Ann Treneman, « Friends, countrymen, lend me your ears (and a good cushion) », The Times,‎ 25 mars 2017, p. 21
62. 1 2  Singh 2019, p. 112.
63. ↑  « Radio 3 », The Daily Telegraph,‎ 24 février 1987, p. 31 (lire en ligne)
64. ↑  « Radio times ahead », Huddersfield Daily Examiner,‎ 22 juin 1992, p. 8 (lire en ligne)
65. ↑  « Radio 3 », Huddersfield Daily Examiner,‎ 23 juin 1992, p. 8 (lire en ligne)
66. 1 2  Riggs 2007, p. 289–290.
67. 1 2  Judy Stone, « Josette Simon – strong link in a weak film », San Francisco Chronicle,‎ 28 juillet 1989, E6
68. ↑  Jay Scott, « Cronenberg film earns a dozen nominations; Dead Ringers tops Genie list », The Globe and Mail,‎ 14 février 1989
69. ↑  Rick Groen, « Film review: Milk and Honey », The Globe and Mail,‎ 24 mars 1989, p. C1
70. ↑  Tylee 2000, p. 106–107.
71. ↑  Stephen O'Brien, « Brenda signs up for new 'seekers' », Irish Independent,‎ 15 avril 1993, p. 3
72. ↑  Lynda Gilby, « Opposites attract in detective drame », Sunday Life,‎ 2 mai 1993, p. 37
73. ↑  Norman Davison, « No hiding place for the man in Seekers », Newcastle Journal,‎ 1er mai 1993, p. 58 (lire en ligne)
74. ↑  Benedict Nightingale, « You can't get the staff », The Times,‎ 27 juin 1997, p. 36
75. ↑  (en) Joel Campbell, « Josette Simon lays down the law in 'Anatomy of a Scandal' » [archive du 17 avril 2022], The Voice, 15 avril 2022 (consulté le 17 mai 2022)
76. ↑  Anita Singh, « Crossfire, review: an unpleasant and stressful ordeal in every way », The Daily Telegraph,‎ 20 septembre 2022 (lire en ligne [archive du 2 octobre 2022], consulté le 17 avril 2023)
77. 1 2 3  (en) « Josette Simon: filmography » [archive du 31 octobre 2021], British Film Institute (consulté le 17 mai 2022)
78. ↑  (en) « Minder », Radio Times,‎ 7 mars 2009, p. 97.
79. ↑  (en) « Amazon Studios announces additional Anansi Boys cast in key roles » [archive du 28 mai 2022], The British Blacklist, 12 mai 2022 (consulté le 28 mai 2022)
80. ↑  (en) Joanne Bednall, « Showstopping! », Your Dog,‎ mai 2023, p. 15.
81. ↑  (en) « The Choir » [archive du 24 mai 2022], BBC (consulté le 26 mai 2022)
82. ↑  « About » [archive du 10 juillet 2013], The Kaos Organisation (consulté le 30 juillet 2012)
83. ↑  Groocock 1988, p. 154.
84. ↑  « Honorary Graduates » [archive du 17 mai 2022], University of Leicester (consulté le 17 mai 2022)
85. ↑  (en) « Community Achievers Awards 1998 » [archive du 4 août 2020], Serendipity Artists Movement Limited (consulté le 27 mai 2022)